# Louis Hennepin
Louis Hennepin, född ca 1626 i Ath, Belgien, död efter 1701, möjligen i Rom, var en katolsk präst, känd för sina upptäckter i Nordamerika, vilka han gjorde i Frankrikes namn.
Hennepin hade hört historier från sjömän som återvänt från den nordamerikanska kontinenten och blivit nyfiken på detta land. År 1675 steg han i land i Nya Frankrike i den nordöstra delen av Nordamerika. Han följde med på La Salles resa 1680 för att finna Mississippiflodens källa. Han upptäckte då två vattenfall, ett som han kallade Saint Anthonyfallen efter sitt skyddshelgon, Fallen ligger vid dagens Minneapolis, och ett som fick namnet Niagarafallen. Det county Saint Anthonyfallen ligger i namngav han efter sig själv, Hennepin County. Idag finns även en gata i Minneapolis som heter Hennepin Avenue. 
Tillbaka i Frankrike publicerade han 1683 en beskrivning av La Louisiane (Louisiana) med en karta över området med namnet Carte de la Nouvelle France et de la Louisiane Nouvellement découverte. Vad man känner till är detta första gången namnet Louisiana nämns i skrift.
Under det sena 1690-talet flyttade Hennepin till Nederländerna där han 1697 publicerade Nouvelle découverte d’un très grand pays situé‚ dans l’Amérique entre le Nouveau Mexique et la mer Glaciale och 1698 Nouveau voyage d’un pais plus grand que l’Europe. Den förstnämnda gavs ut på engelska 1698, då under namnet A New Discovery of a Vast Country in America, även en karta med namnet A Map of a Large Country Newly Discovered bifogades.
Hennepins skrifter var fulla av felaktigheter. Exempelvis hade han på A Map of a Large Country Newly Discovered placerat Mississippiflodens utlopp för långt västerut. Missouriflodens källa visas som en sjö i närheten av Rio Grandes källa. På den franska versionen av kartan kan man även se ytterligare en flod som skulle ha sin källa i närheten av Missouriflodens källa, en flod som skulle ha sitt utlopp i Kaliforniska bukten. Denna flod existerar inte över huvud taget.
USA:s tredje president Thomas Jefferson ägde ett exemplar av alla tre av Hennepins verk. Dessa läste han när han förberedde sig inför det så kallade Louisianaköpet 1803.